# Solartankstelle

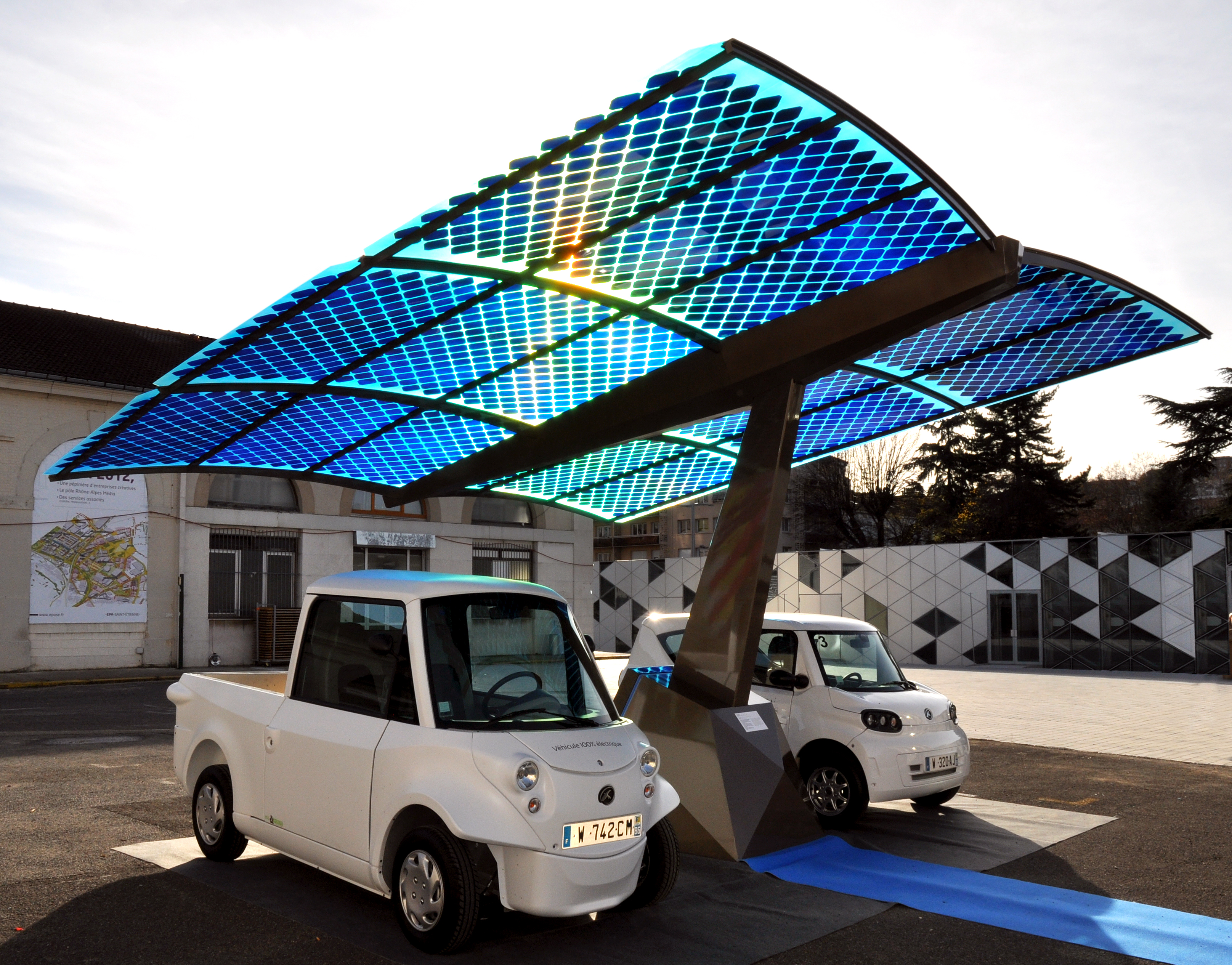
Französische Solartankstelle mit zwei Elektroautos

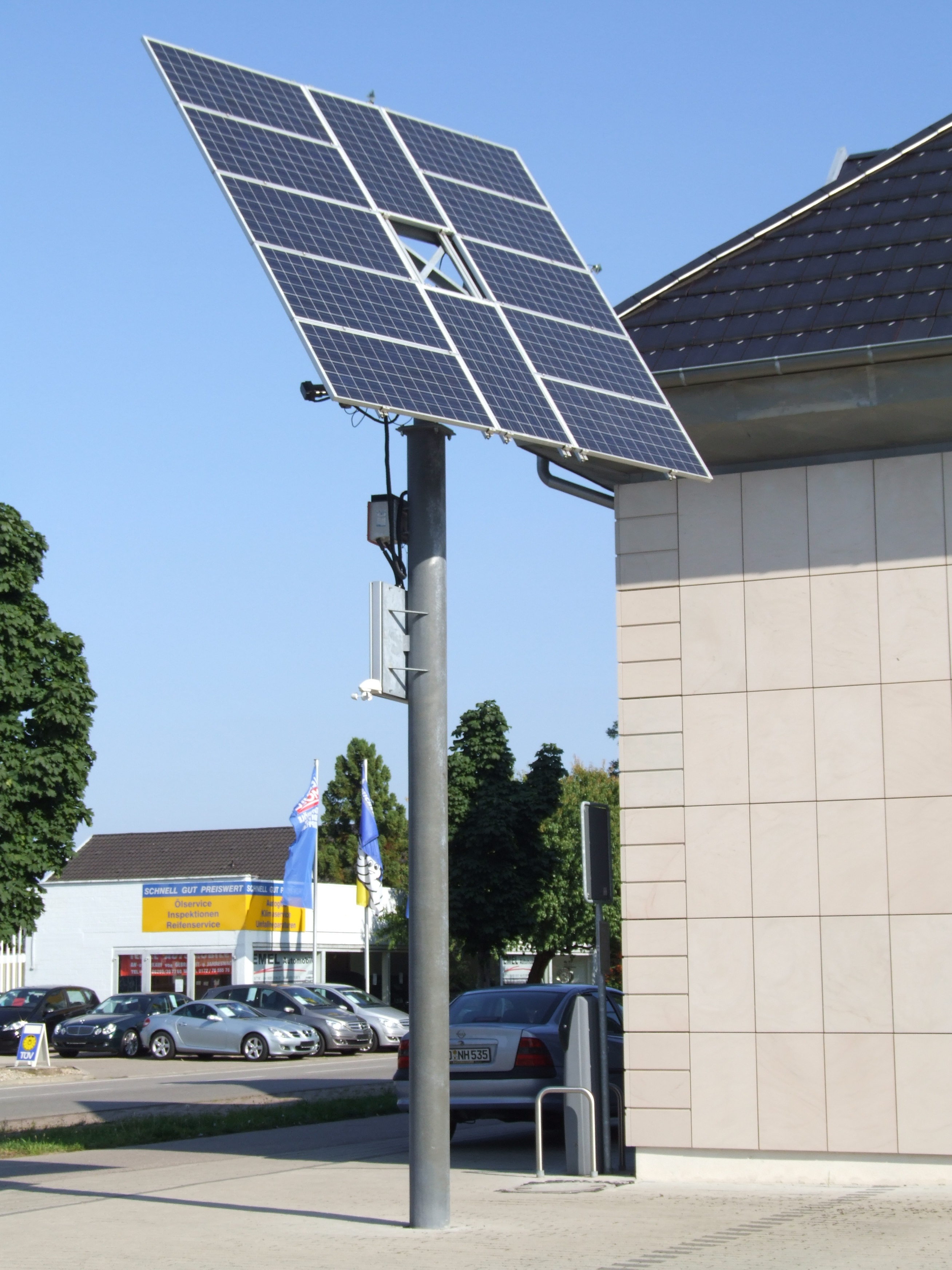
Solartankstelle des Museums Autovision in Altlußheim

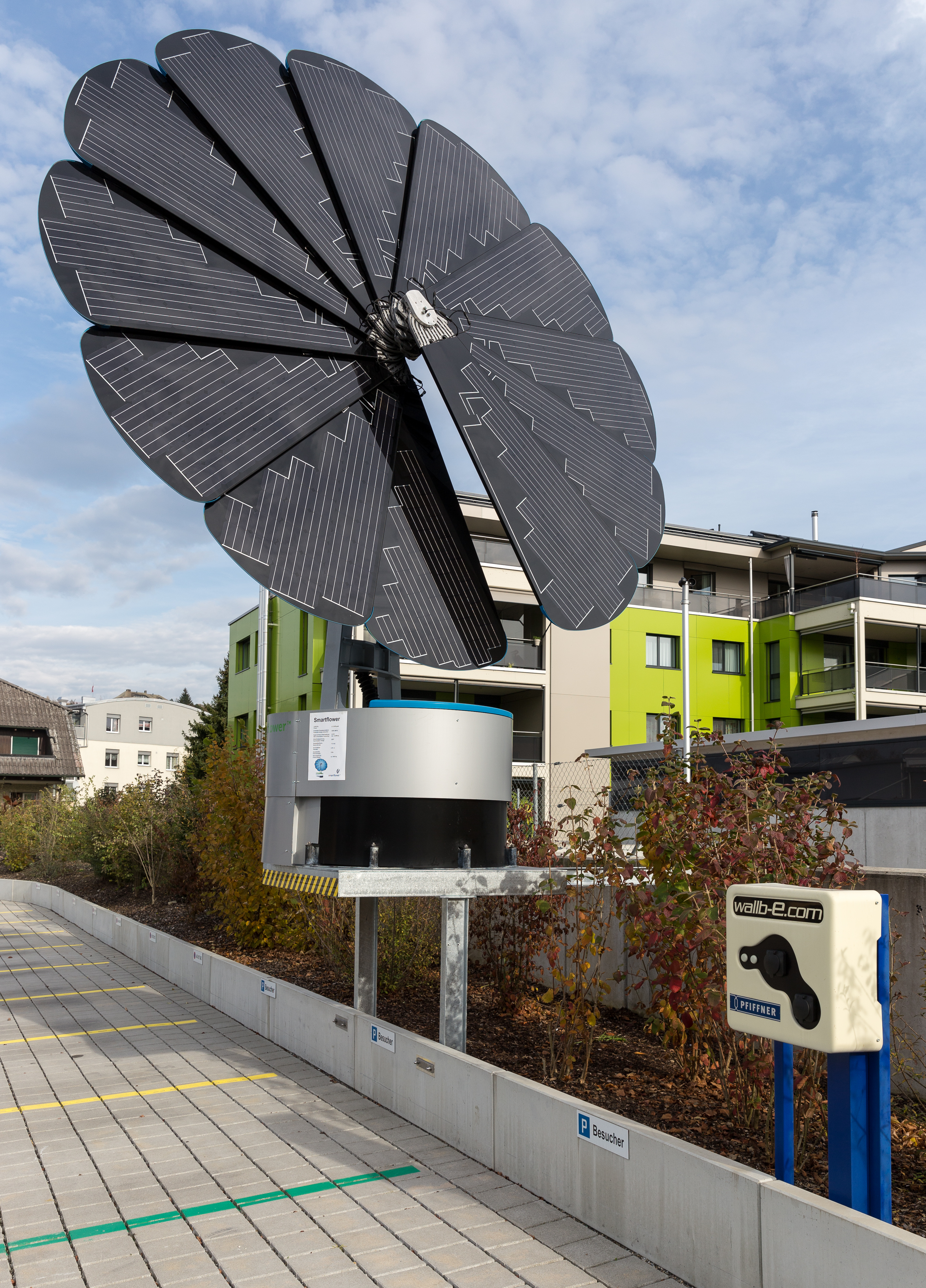
Smartflower „Elektroauto-Tankstelle“ in Hirschthal, Schweiz

Eine Solartankstelle ist eine Stromtankstelle zum Aufladen von Elektrofahrzeugen, bei welcher die elektrische Energie aus Sonnenenergie gewonnen wird. Dies geschieht zumeist durch auf dem Dach des Tankstellengebäudes oder in der näheren Umgebung auf anderen Dächern oder geeigneten Unterkonstruktionen angebrachte Solarzellen.

## Beschreibung
Solartankstellen sind im Kontext der Energiewende im Verkehr ein Element der dezentralen Stromerzeugung.
Von der Solartankstelle erzeugter Strom, der nicht unmittelbar zum Laden des Fahrzeugs dient, wird zumeist in das Stromnetz eingespeist. Umgekehrt kann auch aus dem Stromnetz Energie entnommen werden, um Fahrzeuge zu laden. Nur die wenigsten Solartankstellen nutzen eigene Solarakkus. Die Akkumulatoren lassen sich bei Netzanschluss nicht wirtschaftlich betreiben. Ihr Einsatz kann jedoch in Zukunft vor allem auch vor dem Hintergrund von kurzen Ladezeiten im Minutenbereich und den dazu notwendigen hohen Leistungen im zwei- und dreistelligen Kilowattbereich eine Option darstellen, die Netzanschlusskapazität im Rahmen zu halten.
Die Bilanz einer Solartankstelle sollte mindestens ausgeglichen sein, wenn nicht sogar einen Überschuss ausweisen. Andernfalls erfolgt der Betrieb netzabhängig mit solarer Unterstützung. Elektroautos benötigen zwischen etwa 8 und 25 kWh für eine Strecke von 100 km. Eine dänische Studie nennt 18,3 kWh pro 100 km als Durchschnittswert unter realistischen Bedingungen.  Bei einer jährlichen Fahrleistung von 15.000 km sind das zwischen 1200 und 3750 kWh/a. Diese Energiemengen lassen sich mit Solaranlagen erzeugen, die weniger als die Fläche des Daches eines Einfamilienhauses benötigen.
Werden an einer netzgekoppelten Solartankstelle, bei der pro Stellplatz nicht wesentlich mehr als 20 m² Solarmodulfläche zur Verfügung stehen, täglich mehrere Fahrzeuge aufgeladen, muss davon ausgegangen werden, dass die aus dem Netz bezogene Energie nur zu einem geringen Teil durch eingespeiste Solarenergie aufgewogen wird. In diesem Fall handelt es sich um eine gewöhnliche Stromtankstelle, die lediglich solar unterstützt wird.
In Österreich wurde im Jahr 2000 die erste Solartankstelle eröffnet. In der Schweiz wurden die ersten Solartankstellen ab circa 1986 für die Solarrallye Tour de Sol eingesetzt, einerseits um Serienfahrzeuge zuzulassen, die nur mit Solarzellen am Fahrzeug die geforderten Fahrleistungen nicht erfüllen konnten, und andererseits, um die recht teuren Solarzellen außerhalb der Veranstaltung effektiver einzusetzen.
Eine Solartankstelle wurde ergänzend zum Tesla Roadster oder zum Twike angeboten. Auch unabhängige Anbieter sind am Markt vertreten. Die Bauform des Solarcarports erhöht die solare Deckung des Strombedarfs und nutzt gleichzeitig die Abstellfläche. Für die BMW-i-Reihe sowie für alle Elektro- und Hybridfahrzeuge mit Typ 2 Stecker wurde eine Wallbox mit Schnellladegerät entworfen, die mit Solarstrom auf dem Dach des Carports gespeist wird.
Solartankstellen finden teilweise auch bei Elektrobooten Verwendung. Dort kann bei speziell bei Freizeitbooten durch die langen Liegezeiten ein großer Anteil des Stroms direkt für das Aufladen genutzt werden. Sie erwirtschaften häufig einen deutlichen Überschuss an elektrischer Energie, die ins Stromnetz eingespeist wird, sofern sie damit verbunden sind.
In Deutschland setzt sich der Bundesverband Solare Mobilität für die Mobilität mittels Sonnenenergie ein.